# 세라 이단
세라 압달리 이단(1990년 2월 4일 ~ , 영어: Sarah Abdali Idan, 아랍어: سارة عيدان)은 이라크와 미국의 모델, 가수, 텔레비전 진행자이다. 미스 유니버스 이라크 2017에서 우승을 차지했으며 미스 유니버스 2017에서 이라크 대표로 참가했다.

## 생애 초반
세라 이단은 바그다드에서 바빌주와 카디시야주 출신 부모의 딸로 태어나서 성장했다. 13세 시절에 서양 음악을 들으면서 혼자서 영어를 배웠다. 2003년 이라크 침공 이후에 일시적으로 가족들과 함께 무력 충돌 현장을 피하여 이웃 나라인 시리아로 이주했지만 몇 년 뒤에 결국 이라크로 돌아왔다.
이단의 영어 실력은 그에게 18세에 이라크에 주둔하고 있던 미군에서 종군 언어학자로 일할 기회를 주었다. 그는 또한 2009년에 바그다드 주변에 주둔하고 있던 미국 주도의 이라크 다국적군에 합류했다. 이 직업은 그의 주별 사람들과 미국 정부가 서로 다른 2가지 문화 사이의 격차를 줄이는 것을 도울 수 있게 해주었고 그에게 어린 나이에 다양한 배경을 가진 사람들, 유명 인사들과 함께 교류하는 좋은 경험을 주었다. 그는 나중에 미국으로 건너가서 일을 하고 학교에 다니기 시작했다. 그는 로스앤젤레스 할리우드에서 재즈와 현대 음악에 중점을 두고 뮤지션스 인스티튜트에서 공연예술학과를 졸업했다. 그는 자신을 그다지 종교적이지는 않지만 더 영적이고 세속적인 무슬림이라고 묘사한다.

## 경력

### 음악
이단은 2007년에 시리아에서 난민 생활을 하던 도중에 다마스쿠스에서 열린 엔리케 이글레시아스의 라이브 콘서트에 참석해 음악가가 되고 싶다는 생각을 했다. 콘서트가 끝난 이후에 이글레시아스와 그가 속한 밴드를 만났고 이메일을 통해 친구로 남아있던 피아노 연주자인 마이클 블루스테인(록 밴드의 외국인 멤버)과 친구가 되었다. 2014년에 그들은 다시 만나 로스앤젤레스에서 라이브 잼에서 함께 공연했다. 이단은 보컬리스트이고 영어와 아랍어로 노래할 수 있다.
이단은 성악 연주자 학위를 받은 이후에 음악을 작곡하고 로스앤젤레스의 공연장에서 공연하기 시작했다. 그는 이집트 영화 《원숭이의 대화》의 주제가인 〈Just for you〉를 작곡하고 노래했다. 이단은 2016년부터 2017년까지 이집트의 텔레비전에서 수많은 공연을 했다. 그는 피아노, 기타, 하모니카를 연주하며 영어, 아랍어, 스페인어, 포르투갈어, 프랑스어로 노래할 수 있다.

### 미인 대회
이단은 2016년에 미국에서 열린 미스 이라크 인 아메리카 2016에서 우승을 차지했다. 2017년에는 이라크에서 열린 미스 유니버스 이라크 2017에서 우승을 차지했다. 이단은 미국 라스베이거스에서 열린 미스 유니버스 2017에서 이라크 대표로 참가했으나 입상하지는 못했다.
이단은 45년 만에 처음으로 미스 유니버스에 참가한 이라크의 모델이다. 그러나 미스 유니버스 2017에서 미스 이스라엘 대표로 참가했던 아다르 간델스만과 함께 셀프카메라를 찍은 점, 수영복 심사에서 비키니를 입은 점 때문에 많은 이라크 국민들의 분노를 받았고 나중에 살해 위협까지 받았다. 결국 이단은 2017년 12월에 가족들과 함께 강제로 이라크에서 도망쳐 미국으로 이주하게 된다.

### 텔레비전
이단은 2018년 1월부터 인도의 뉴스 채널인 위온에서 예능 프로그램을 진행했다.

## 이스라엘 방문
이단은 2018년 6월에 예루살렘을 방문하여 자신의 친구인 아다르 간델스만을 만났다. 그는 마하네 예후다 시장을 순회하여 이스라엘의 이라크 출신 유대인들에게 따뜻한 환영을 받았다. 이단의 자신의 이스라엘 방문을 다음과 같이 묘사했다.
사실 기분이 이상했어요. 사람들이 제 사람들처럼 보였어요. 그리고 그 도시는 다마스쿠스처럼 보이고 시리아처럼 보이고 저도 그곳에 가봤기 때문에 모든 것이 저에게는 친숙한 것처럼 보입니다.

이단은 아랍-이스라엘 분쟁에 대해 다음과 같이 말했다.
저는 이라크와 이스라엘이 적이라고 생각하지 않습니다. 저는 정부들이 서로 적일지도 모른다고 생각하지만 이스라엘이나 유대인들과 문제가 없는 이라크 사람들이 많이 있습니다. 많은 이라크 사람들이 저의 편이고 저는 그들이 제가 여기 있는 것을 기뻐한다고 믿습니다.

이단는 이스라엘의 지지자이며 아랍 세계와 이스라엘 간의 분쟁이 "반유대주의에 빠진 이슬람 세계 국가들에서 가르치는 신앙 체계"에 의해 영구화되고 편향된 언론에 의해 강화된다고 믿었다.